# Philip Davis (Politiker)

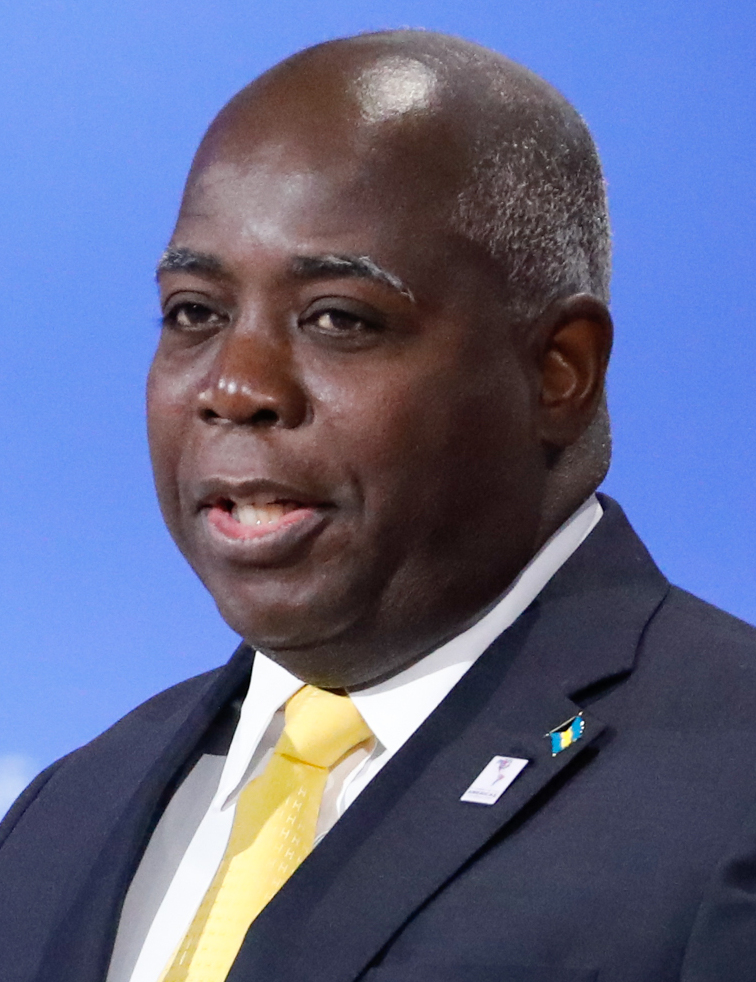
Philip Davis (2022)

Philip Edward „Brave“ Davis (* 7. Juni 1951 in Nassau) ist ein bahamaischer Politiker und Anwalt, der seit September 2021 als Premierminister der Bahamas amtiert. Er ist Mitglied der Progressive Liberal Party (PLP).

## Leben
Davis wurde Nassau als ältestes von acht Kindern von Dorothy Davis (geb. Smith), einer Hausangestellten aus Great Exuma, und Brave Edward Davis, einem Feuerwehrmann aus Cat Island, geboren. Seine frühe Kindheit verbrachte Davis bei seinen Großeltern auf Cat Island, wo er die Old Bight All Age School besuchte. Nach seiner Rückkehr nach Nassau setzte er seine Ausbildung an den Eastern Schools fort und machte seinen Abschluss am St. John's College. Er wuchs in einer armen Familie auf und arbeitete ab seinem 7. Lebensjahr in verschiedenen Gelegenheitsjobs, um über die Runden zu kommen.
Nach seinem Abschluss am St. John’s College arbeitete Davis als Anwalt und 1995 wurde er Vorsitzender der Bahamas Bar Association. Davis ist mit Anne-Marie Davis, einer Buchhalterin aus Trinidad und Tobago, verheiratet. Er ist Vater von sechs Kindern und Mitglied der Anglikanischen Kirche.

### Politische Karriere
Davis engagierte sich schon in jungen Jahren in der Progressive Liberal Party (PLP), wo er bei den Parlamentswahlen 1967 als Wahlkampfhelfer mitwirkte. Bei einer Nachwahl 1992 wurde er zum ersten Mal als Abgeordneter für Cat Island, Rum Cay und San Salvador gewählt. Obwohl er seinen Sitz 1997 verlor, gewann er ihn 2002 zurück.
Davis war von 2012 bis 2017 stellvertretender Premierminister unter Perry Christie und Minister für öffentliche Arbeiten und Stadtentwicklung. Anschließend war er von Mai 2017 bis September 2021 Oppositionsführer. Im September 2021 besiegte die PLP mit Davis an der Spitze das regierende Free National Movement (FNM) in einer vorgezogenen Wahl, wobei seine Partei von der schweren Wirtschaftskrise im Land infolge der COVID-19-Pandemie profitierte. Am 17. September 2021 wurde er als Nachfolger von Hubert Minnis zum neuen Premierminister der Bahamas vereidigt.
Im September 2022 kündigte Davis ein Referendum über die Abschaffung der Monarchie auf den Bahamas an. Bei einem erfolgreichen Votum würde Charles III. aufhören Staatsoberhaupt zu sein.